# 김민규 (1993년)
김민규(한국 한자: 金民奎, 1993년 10월 18일 ~ )는 대한민국의 축구 선수이다. 현재 K4리그의 거제시민축구단 소속이다.

## 축구인 경력

### 선수 경력
2016년 우선지명을 통해 울산 현대에 입단하였지만, 출전기회를 잡지 못해 시즌 중반 울산 현대미포조선 돌고래로 임대이적하였다.
11월 13일 강릉시청과의 챔피언 결정전 2차전서 동점골을 기록해 팀의 내셔널리그 우승을 이끌었고, 대회 MVP에 선정되었다.
울산 현대미포조선 돌고래가 2016년 내셔널리그 우승을 끝으로 해체되자, 임대 생활을 끝내고 원 소속팀인 울산으로 복귀 대신 서울 이랜드로 임대되었다.
2017년 3월 26일 K리그 챌린지 4라운드 안산 그리너스 FC를 상대로 프로 무대 첫 골을 기록하였다.
2018년 여름 이적시장에서 홍준호와 임대 트레이드되며 광주 FC로 임대 이적했다. 2018 시즌 후, 울산으로 임대 복귀하였다.
2019시즌을 앞두고 경주 한국수력원자력으로 이적했다.
2020시즌을 앞두고 김해시청에 입단했다.

## 수상

### 클럽

#### 울산 현대미포조선 돌고래
- 내셔널리그
  - 우승 1회 : 2016

### 개인

#### 울산 현대미포조선 돌고래
- 2016년 내셔널리그 챔피언십 MVP